# فيفا 10
فيفا 10 (بالإنجليزية: FIFA 10) هي لعبة من سلسلة فيفا، صدرت في 2 أكتوبر 2009، وهي متوفرة لعدة أجهزة منها بلاي ستيشن 3، إكس بوكس 360، مايكروسوفت ويندوز، بلاي ستيشن 2، نينتندو دي أس، بلاي ستيشن بورتبل، اندرويد، ios.

## في وضعية المدرب
أثناء التدريب يمكن للاّعب تولي مسؤولية أي نادي في أي بطولة من بطولات فيفا 10.جُددت هذه المرحلة (مرحلة المدرب) لفيفا 10 بعد وصول العديد من الشكاوى والنقد، زعمت شركة إلكترونيك آرتس أنها أجرت أكثر من 50 تحسين رئيس على إصدارات بلاي ستيشن 3 واكس بوكس 360.

## الملاعب

شعار فيفا 10

أعلن عن قائمة الملاعب في 27 أغسطس 2009، وأعلنت شركة إلكترونيك أرتس أن اللعبة تحتوي على 50 ملعباً. منها معظم الملاعب الكبرى مثل ملعب أليانز أرينا، وملعب كامب نو، وملعب الإمارات، وملعب أنفيلد، وملعب اولد ترافورد، وملعب ستامفورد بريدج وملعب سان سيرو.و ملعب سانتياغو برنابيو الخاص بفريق ريال مدريد. وتتراوح الظروف الجوية الممكنة في كل ملعب من الإصدارات ليلا ونهارا من صافية إلى غائم، وممطر, ومثلج 
بالإضافة لإمكانية تغيير أسماء الملاعب ضمن قسم خاص في القائمة الرئيسية.

## المحترف الافتراضي
يسمح «المحترف الافتراضي» للاعب بإنشاء لاعب كرة قدم واصطحابه خلال المواسم (فلتصبح خبيراً(بالإنجليزية: Be a Pro)) الأربعة، وإدراجه في مهنة الوضع الوظيفي كمدير (Manager Mode)، واستخدامه في وضع ضربة البداية Kick off، ودورة المباريات Tournament ، بالإضافة إلى استخدامه في الحلبة. تمت إضافة وجه للعبة Game Face أيضًا إلى FIFA 10 كما هو الحال في ألعاب EA Sports الأخرى، حيث يمكن للاعبين إنشاء وجه لاعب خاص باللعبة على الويب على easports.com/me موقع إلكترونيكس أرت أو ثم تنزيلهم في اللعبة. بمجرد إنشاء شخصية وجه اللعبة، يمكن عندئذٍ تطبيقها على اللاعب في اللعبة. يمكن تغيير الوجوه على الويب في أي وقت. يتم استخدام وجه اللعبة باعتباره الصورة الرمزية للاعب في اللعب عبر الإنترنت. يمكن للاعبين أيضًا تنمية سمات لاعبيهم ويمكن فتح سمات اللاعب والاحتفالات والمجموعة لجعل اللاعب واقعيًا وفريدًا. يمكن أيضًا نقل اللاعب الذي تم إنشاؤه عبر الإنترنت للعب مع الأصدقاء في وضع أندية الفيفا.

## أغلفة
تتميز كل نسخة إقليمية من FIFA 10 بوجود لاعبين مختلفين على الغلاف  مع وجود واين روني في الغالب. نسخة لكل من أيرلندا والمملكة المتحدة ويضم ثيو والكوت، فرانك لامبارد على غلاف.  ويضم الغلاف الاسترالي كلًا من واين روني وتيم كاهيل،  وفي نيوزيلندا يظهر على الخلاف كل من واين روني وفرانك لامبارد ويضم الغلاف الالماني باستيان شفاينشتايجر وواين روني  والغلاف الإيطالي يضم رونالدينيو وجورجيو كيليني. ويظهر على الغلاف الفرنسي كل من ستيف مانداندا، كريم بنزيما، وغيوم هوارو.[بحاجة لمصدر]  ونجد على الغلاف الاسباني كريم بنزيما وتشافي  وأما الغلاف البولندي يظهر فيه واين روني وروبرت ليفاندوفسكي.  ويوجد في النسخة البرتغالية كل من فرانك لامبارد ,وسيماو.  وتضم النسخة المجرية واين روني وبالازس دزسودزساك وأمريكا الشمالية يظهر في نسختها فرانك لامبارد وكواتيموك بلانكو وساتشا كلجيستان.  خلفية النسخ الأوروبية هي الملعب البلجيكي موريس دوفراسن.

## الدوريات والفرق
هناك 30 بطولة وأكثر من 500 فريق في اللعبة، بالإضافة إلى 41 فريقًا وطنيًا. الجديد في FIFA 10 هو الدوري الروسي الممتاز، والذي لا يظهر في إصدارات PlayStation 3 وXbox 360.  عكس الإصدارات السابقة من FIFA، تم تضمين هولندا كفريق وطني مرخص بالكامل.  بسبب الصعود والهبوط والتوسعات الأخرى في الدوري، هناك 46 فريقًا لم يتم تضمينهم في فيفا 09، بما في ذلك 25 فريقًا لم يظهروا في لعبة FIFA من قبل.
FIFA 10 تضم 41 فريقًا في دوريتها الدولية. أكثر الإقصاء الملحوظ هو اليابان (الذي جعله في الجولة ال 16 في كأس العالم 2002 وكأس العالم 2010 ، ولكن ترخيص حقوق حاليًا ينتمي إلى كونامي). يمكن لعب الفرق الدولية التالية في وحدات تحكم الجيل الحالي. لكن ليست كل الفرق مرخصة بالكامل مثل جنوب إفريقيا وروسيا.

لقطة شاشة داخل اللعبة تُبرز نظام النقل المحسّن في وضع المدير

## التغييرات على طريقة اللعب
«تجربة كرة القدم الشاملة» هي ميزة جديدة تظهر فيها أخبار كرة القدم من جميع أنحاء عالم وضع المدير، بما في ذلك انتقالات اللاعبين والمواعيد والنتائج في الدوريات الأجنبية. يمكن استخدام «مدير مساعد» جديد للعناية بتشكيلة الفريق وتناوب الفريق بناءً على أهمية المباراة القادمة. على سبيل المثال، إذا كانت المباراة التالية ضد فريق ذو تصنيف منخفض، فسوف يتأكد من أن اللاعبين العاديين على مقاعد البدلاء سيبدؤون المباراة. تم تقديم المباريات الودية قبل الموسم إلى الإصدارات Xbox 360 وPlayStation 3 من اللعبة، كفرصة لتسطيح أي تجاعيد في تشكيلة الفريق قبل بدء الموسم المحلي.
تعتمد نتائج المباريات المحاكاة بشكل كبير على قوة الفريق ولا يبدو أنها «عشوائية» كما كان الحال في الماضي. ينتج عن هذا أداء أكثر واقعية ويقضي على الحالات التي كانت فيها الأندية الأقوى تقاتل الهبوط وتفوز الأندية ذات اللاعبين الأضعف بالدوري. تقوم الأندية غير اللاعبين الآن أيضًا بتدوير اللاعبين في كثير من الأحيان بناءً على عوامل مثل الإرهاق وشكل اللاعب والأهمية النسبية للمباراة، لذلك قد تتكون تشكيلة الفريق الأول في الجولات الأولى من الكأس المحلية من أقل قدرة ولاعبين أصغر سنا مقابل فريق كامل القوة. يمكن تغيير أسماء الملاعب «العامة» في وضع المدير لتعكس اسم الملعب الرئيسي لنادي اللاعب

### الشؤون المالية
تعتمد جميع الأمور المالية بشكل أقل على راعي الفريق وأكثر على مجلس إدارة النادي، الذي يقدم ميزانيتين إجماليتين: ميزانية الأجور، والمبلغ السنوي لدفع اللاعبين، وميزانية النادي لشراء وبيع اللاعبين وكذلك صنع تحسينات أخرى للنادي. هناك إعداد «صعوبة المجلس»، والذي يحدد الكرم المالي للمجلس. أصبح نظام النقل أكثر واقعية، حيث لم يعد المال هو العامل الاحتكاري في الحصول على لاعب. يعتمد قبول العرض على عوامل مثل عدد اللاعبين في الفريق في نفس المركز. إذا وافق النادي، يحق للمدير اختيار أي من اللاعبين، إن وجد للتوقيع النهائية

### اللاعبون
تم تغيير «تجربة اللاعب ونظام النمو». تم إلغاء نمو الخبرة اليدوية من FIFA 08 و FIFA 09 ؛ سيتم تحديد نمو اللاعب الآن من خلال الأداء داخل اللعبة والمطالب المفروضة على اللاعب والإنجازات بناءً على مركز اللاعب المحدد. هناك ثلاث فئات لاكتساب الخبرة: «العقلية» و «الجسدية» و «المهارة». سيكتسب اللاعبون الأصغر سنًا الذين يتمتعون بإمكانيات أعلى الخبرة بشكل أسرع، وسيكون لكل لاعب نقطة نمو فردية، والتي بدورها تعد بأنماط نمو أكثر واقعية للاعب.
تم تنفيذ ميزة «الموسم المباشر» في وضع المدير، حيث يرتفع «شكل» اللاعب وينخفض بناءً على الأداء (داخل وضع المدير نفسه بدلاً من أحداث العالم الحقيقي). سيحصل على تصنيف أعلى أو أقل مؤقتًا إلى جانب إحصائيات أعلى أو أقل مؤقتًا، ليعكس ذلك.
أصبح للاعبين الخياليين الذين تمت إضافتهم إلى وضع المدير بواسطة اللعبة نفسها أسماء إقليمية، لذلك على سبيل المثال، لن يكون للاعب من البرازيل اسم يشبه في لغة الإنجليزية

## الفريق النهائي
في 1 ديسمبر 2009، أعلنت شركة EA Sports أن توسيع وضع لعبة التميت تيم الذي تم تقديمه في FIFA 09 سيصدر في فبراير 2010 لإصدارات PlayStation 3 وXbox 360 من اللعبة. مثل الإصدار السابق، يمكن للاعبين إنشاء فريق مخصص بناءً على مجموعة أنواع مختلفة من البطاقات. تم إصدار التوسعة في 25 فبراير 2010، وتضمنت جوائز شبكة PlayStation الجديدة وإنجازات إكس بوكس لايف للعبة FIFA 10 . يكلف 400 MS نقطة / 4.99 دولار / 4.99 يورو / 3.99 جنيه إسترليني.
الوضع هو تحديث لنمط Ultimate Team من FIFA 09. حصل المستخدمون الذين امتلكوا Ultimate Team الأصلي على حزمتين ذهبيتين مجانيتين بعد إنشاء فريقهم، بالإضافة إلى تاريخ أسفل اسم الفريق لإظهار السنة التي تم فيها تأسيس الفريق. مثل الفريق الأصلي، يُمنح كل فريق فريقًا كاملاً من اللاعبين في البداية، جنبًا إلى جنب مع الملعب والشعار ومجموعة أدوات ملعب الذهاب والإياب. يمكن شراء اللاعبين الجدد والموظفين والعناصر من أنواع الحزم الستة المتاحة، وتقسيمها إلى ثلاث فئات (ذهبية، فضية وبرونزية)، أو عن طريق التداول مع مستخدمين آخرين عن طريق المزايدة على البطاقات التي يختارون بيعها، أو تقديم صفقات لهم أو شرائها بسعر محدد. العملة داخل اللعبة هي عملات معدنية تُمنح مقابل ممارسة الألعاب أو اللعب في الدورات أو التداول مع مستخدمين آخرين. تُمنح العملات المعدنية الإضافية لاستكمال المتطلبات المختلفة، مثل الفوز بلعبة، ومنح جائزة رجل المباراة ودقة الاستحواذ والتمرير.
مثل فريق Ultimate القديم، يتم منح اللاعبين عقودًا. اللاعبون الذين انتهت عقودهم يصبحون غير قابلين للعب حتى يتم تطبيق العقد عليهم، بدلاً من إزالتهم من الفريق تمامًا. يمكن العثور على العقود في حزم أو شراؤها في قسم التداول. على عكس Ultimate Team القديم، يمكن للاعبين الآن تخزين عدد غير محدود من اللاعبين والملاعب والموظفين والأطقم والشعارات لاستخدامها وقتما يريدون. تم أيضًا تحسين قسم التداول، مما يسمح بتحسين البحث وقائمة المراقبة لتتبع بعض العناصر.

## الاستقبال

### تجاري
وفقًا لـ EA ، فإن أحدث إصدار من سلسلة FIFA هو أسرع لعبة رياضية مبيعًا على الإطلاق في أوروبا، حيث بيعت 1.7 مليون نسخة في أسبوعها الأول. يمكن أن ترتفع مبيعات FIFA 10 بنسبة تصل إلى 30 في المائة على أساس سنوي في أوروبا، مما يجعل10 FIFA هو لقب EA Sports الأكثر ربحية، وذلك بفضل جمهوره العالمي وانخفاض تكاليف الترخيص، مقارنة بسلسلة Madden NFL إنها أكبر عملية إطلاق من جميع الصيغ رقم1  منذ Grand Theft Auto IV ، حيث حققت مبيعات أكثر بنسبة 48٪ من سابقتها، FIFA 09 متفوقة على Grand Theft Auto: San Andreas لقد باعت أكثر من 10 ملايين وحدة منذ إطلاقها.

### استقبال حرج
حاز FIFA 10 على إشادة من النقاد، حيث حصل على تقييم إجمالي بنسبة 90٪ في ميتاكريتيك  وتقييم إجمالي 89٪ على Game Rankings .  كانت المراجعة الأولى 9/10 من مجلة بلاي ستيشن الرسمية (المملكة المتحدة)، وعلقت قائلة «هذا لا يلعب فقط أفضل كرة قدم على أرض الملعب من أي لقب FIFA ، ولكن لديه طريقة ذكية ومقنعة بشكل لا يصدق لربطها جميعًا معًا أيضًا. رائعون مرة أخرى».
أعطت آي جي إن اللعبة تصنيف 9.3 / 10 لكل من إصدارات بلاي ستيشن 3 وإكس بوكس 360 وعلقت قائلة «واحدة من أكثر الألعاب دقة وصقلًا وإقناعًا - ويمكن القول إن أي رياضة معينة. في حين أن تحسينات هذا العام قد تبدو طفيفة على الورق، كل واحد منهم مصمم بشكل مثالي ويعمل معًا لخلق تجربة تمثل تحسنًا في لعبة العام الماضي بكل طريقة يمكن تصورها».
أعطتها Game Spot 9/10، قائلة: «تقدم FIFA 10 أفضل طريقة لعب في تاريخ السلسلة وتتضمن المزيد من الميزات وأنماط اللعب للتمهيد.» كما حصل على «جائزة اختيار المحرر» لكل من إصدارات بلاي ستيشن 3 وإكس بوكس 360. ووي أعطيت نسخة تصنيف 84٪ من قبل مجلة الرسمية نينتندو مشيدا نمط الفن ولعبة التعزيز الحصرية. بعد فترة وجيزة من الإصدار.
تعرضت إصدارات إكس بوكس 360 وبلاي ستيشن 3 من FIFA 10 لبعض الانتقادات لاحتوائها على أخطاء مختلفة، تتعلق في الغالب بوضع مدير اللعبة. تم إصدار تصحيح قابل للتنزيل في منتصف أكتوبر لإصلاح مشكلات تتراوح بين بيع اللاعبين دون إذن لمشكلات الاتصال عبر الإنترنت.

## الروابط الخارجية
- فيفا 10 على موقع IMDb (الإنجليزية)
- الغلاف الرسمي
- الموقع الرسمي
- موقع منتدى الفيفا 10 نسخة محفوظة 8 سبتمبر 2008 على موقع واي باك مشين.
- الملاعب المتواجدة